# Carcharoda
Carcharoda is een geslacht van vlinders van de familie uilen (Noctuidae).

## Soorten
- C. erlangeri Rothschild, 1924
- C. flavirosea Hampson, 1910
- C. splendida Rothschild, 1924
- C. yemenicola Wiltshire, 1983